# Alkoholowy zespół płodowy
Alkoholowy zespół płodowy (ang. fetal alcohol syndrome, FAS, AZP) – zespół chorobowy, który jest skutkiem działania alkoholu na płód w okresie prenatalnym. Alkoholowy zespół płodowy jest chorobą nieuleczalną, której można uniknąć, zachowując abstynencję w czasie trwania ciąży. Do dziś nie określono dawki alkoholu, która byłaby bezpieczna dla płodu. Każda ilość niesie ryzyko wystąpienia zaburzeń w rozwoju dziecka.

## Charakterystyka
Alkoholowy zespół płodowy jest najcięższą formą wad wrodzonych, somatycznych i neurologicznych, wywołanych na skutek ekspozycji płodu na alkohol. Można wyróżnić trzy kategorie charakteryzujące pełnoobjawowy FAS:
- Specyficzne anomalie w budowie twarzy tj. krótkie szpary powiekowe, opadające powieki, szeroko rozstawione oczy, krótki zadarty nos, wygładzona rynienka nosowa, wąska górna warga, brak czerwieni wargowej, wolniejszy rozwój środkowej części twarzy, mała i słabo rozwinięta żuchwa, nisko osadzone uszy, krótka szyja, niedorozwój płytki paznokciowej, anormalność stawów i kości.
- Spowolniony rozwój fizyczny przed i po urodzeniu. Opóźnienia wzrostu, niska waga urodzeniowa, mała głowa, niski wzrost i waga w stosunku do wieku, opóźnienia rozwojowe.
- Objawy wynikające z uszkodzenia ośrodkowego układu nerwowego (OUN): zaburzenia małej i dużej motoryki, problemy z utrzymaniem równowagi, koordynacji wzrokowo-ruchowej. Zaburzenia sensoryczne w odbieraniu bodźców, w tym głodu, pragnienia, bólu. Trudności z poczuciem własnego ciała w przestrzeni, zrozumieniem kierunków, nieprawidłowe odczucia wzrokowe, dotykowe, słuchowe, smakowe, węchowe. Zaburzenia uwagi, słaba kontrola impulsów, problemy z pamięcią operacyjną, słabe zdolności adaptacyjne. Trudności z uczeniem się, gromadzeniem i wykorzystywaniem informacji, tworzeniem skojarzeń, przypominaniem informacji, zapominanie. Zaburzenia funkcji pamięci bezpośredniej, integracji zdobytych wiadomości, nieprawidłowa percepcja wzrokowa. Trudności w zrozumieniu pojęć abstrakcyjnych m.in.: matematycznych, czasu, pieniądza, odległości. Kłopoty z planowaniem, organizacją, rozwiązywaniem problemów, przewidywaniem, uczeniem się na błędach, oceną sytuacji. Trudności komunikacyjne, opóźniony rozwój mowy, problemy z używaniem języka w bardziej skomplikowanych kontekstach, dosłowne rozumienie pojęć, brak zrozumienia żartów, niezrozumienie intonacji językowej i emocjonalnej (smutek, radość, złość, twierdzenie, pytanie, rozkaz).Dziecko z FAS.

Dziecko z FAS.

Pełnoobjawowy FAS stanowi zaledwie 10% wszystkich zaburzeń rozwojowych związanych z ekspozycją płodu na działanie etanolu, noszących nazwę Spektrum Alkoholowych Uszkodzeń Płodu (FASD), spotykany również pod nazwą Poalkoholowe Uszkodzenie Płodu. Możemy wyróżnić dodatkowe kategorie:
- Alkoholowy Efekt Płodowy (FAE ang. Fetal Alcohol Effect), odmiana FAS-u bez charakterystycznych fizycznych cech tego zespołu.
- Częściowy Zespół Alkoholowy Płodu (PFAS ang. Partial Fetal Alcohol Syndrome), odnoszący się do niektórych spośród fizycznych objawów FAS-u, mających związek z problemami z nauką i zachowaniem, wskazujących na uszkodzenia centralnego układu nerwowego (CUN).
- Poalkoholowy Defekt Urodzeniowy (ARBD ang. Alcohol Related Birth Defects), określający fizyczne anomalie wynikające z potwierdzonej prenatalnej ekspozycji na alkohol m.in. uszkodzenia serca, budowy szkieletu, dużej motoryki, zaburzenia widzenia i słyszenia.
- Poalkoholowe Zaburzenia Układu Nerwowego (ARND ang. Alcohol Related Neurodevelopment Disorders), opisuje zaburzenia neurologiczne związane z potwierdzonym działaniem alkoholu w okresie prenatalnym, uszkodzenia OUN.
- Poalkoholowe Zaburzenie Rozwoju Płodu (FARC ang. Fetal Alcohol Related Conditions).

## Diagnostyka
Badania diagnostyczne wymagają dużego doświadczenia z uwagi na podobieństwa występując pomiędzy FAS-em a innymi jednostkami chorobowymi. FAS i ARND diagnozowane są jako przewlekłe zaburzenia rozwojowe i neuropsychiatryczne. Przed zdiagnozowaniem FAS/FAE należy wykluczyć: zespół Cornelii de Lange, zespół Williamsa, mózgowe porażenie dziecięce, autyzm. Należy stwierdzić występowanie nieprawidłowości we wszystkich trzech kategoriach charakteryzujących FAS oraz udokumentować spożywanie alkoholu przez matkę w trakcie trwania ciąży. Osoby o częściowym uszkodzeniu, mające mniej nasilone objawy, trudniej dają się zdiagnozować (szczególnie z PFAS, ARND i ARBD). Trudności nastręcza rozróżnienie cech dymorficznych, które są wspólne dla różnych zespołów. Do takich zespołów z malformacjami przypominającymi FAS/FASD możemy zaliczyć np. Zespół Aarskoga, Zespół Noonan, Zespół Williamsa, Blepharophimosis syndrome (BPES), Fenyloketonuria matczyna, zespół Dubowitza, Fetal anti-convulsant syndrome, Embriopatia toluenowa. Dla oceny zaburzeń rozwoju konieczne jest przeprowadzenie specjalistycznych badań zaburzonych obszarów np. wykorzystuje się badania audiologiczne, badania rentgenowskie czaszki (RTG), tomografię komputerową mózgu (CT), rezonans magnetyczny mózgu (MRI), emisyjną tomografię pozytonową (PET), elektroencefalografię (EEG). Dla oceny OUN posługuje się tzw. profilem neurorozwojowym. W programie FAStryga, stosowanym w Centrum Opieki Zastępczej w Lędzinach wykorzystuje się profil według Toni Hager, odwołujący się do 12 poziomów funkcji neurologicznych, 4 służących do oceny funkcjonowania zmysłów i 4 oceniających funkcje motoryczne.
Nie ma ściśle opracowanych i jednoznacznych testów medycznych diagnozujących FASD. Trwają prace nad standaryzacją testów wykorzystywanych w USA. Jednym z testów – który początkowo nie był nastawiony na badania kobiet w ciąży – zawierającym pytania o spożywanie alkoholu jest MAST (Michigan Alcoholism Screening Test), składający się z 24 pytań. Ze względów praktycznych skrócono go do 4 pytań, doprowadziło to do powstania kwestionariusza CAGE, nadającego się do wykorzystania w placówkach medycznych. W oparciu o wymienione testy, stworzono T-ACE i TWEAK, wykorzystywane do badań przesiewowych. Do badań zbierających informacje ilościowe wykorzystuje się test AUDIT, jest on zalecany przez WHO. W 2004 roku Uniwersytet w Waszyngtonie opublikował formularz oceny diagnostycznej FAS. Autorzy posługują się stworzonym przez siebie 4-cyfrowym kodem diagnostycznym. Kod odzwierciedla natężenie objawów w czterech dziedzinach diagnostycznych: niedoborze wzrostu, specyficznych cechach twarzy, zaburzeniach czynności mózgu, ekspozycji płodu na alkohol w czasie ciąży. Każda kategoria oceniana jest oddzielnie w czteropunktowej skali Likerta. Formularz pozwala na zwiększenie obiektywności pomiarów i zapisu diagnozy pomiędzy poszczególnymi klinikami.
Źle zdiagnozowane dzieci traktowane są jako zdrowe, oczekiwania społeczne wobec nich są takie same jak wobec innych dzieci, niemożliwość sprostania oczekiwaniom powoduje długotrwałą frustrację i zaburzenia zachowania. Zła diagnoza powoduje i nasila zaburzenia wtórne, które nie są wrodzone lecz są skutkiem niewłaściwej opieki i można je leczyć. Z czasem zła diagnoza prowadzi do postrzegania dziecka przez pryzmat tych zaburzeń. Zaburzeniom można zapobiec rozumiejąc ograniczenia i modyfikując wymagania wobec dzieci z syndromem alkoholowym. Zaburzenia wtórne mogą się przejawiać w lęku, złości, wycofaniu, wejściu w rolę ofiary lub prześladowcy, przerwaniu nauki, bezrobociu, bezdomności, chorobach psychicznych, samookaleczeniu, depresji, zależności od innych, gwałtowności, szokującym zachowaniu, impulsywności, konfliktów z prawem, skłonności do uzależnień.

## Wpływ alkoholu na rozwój płodu
Istnieje wiele teratogenów, które zaburzają rozwój potomstwa, powodując wrodzone upośledzenia jak anomalie rozwojowe, zaburzenia funkcjonowania, opóźnienie wzrostu lub śmierć dziecka. Większość teratogenów powoduje tylko niektóre z wymienionych skutków, natomiast alkohol może wywołać wszystkie cztery grupy objawów. Etanol należy do specyficznej grupy, klasyfikowany jest jako teratogen neurobehawioralny, mogący spowodować uszkodzenie mózgu. Cząsteczki alkoholu bez problemu przenikają przez łożysko matki, chroniące płód przed wpływem różnego rodzaju toksyn i zarazków. Po około 40 minutach od spożycia alkoholu przez matkę, jego stężenie we krwi płodu jest zbliżone do stężenia we krwi matki. Im większa ilość teratogenu tym rozleglejsze uszkodzenia, przy czym nawet niewielka dawka może spowodować trwałe uszkodzenia. Choć czasem jednorazowe spożycie alkoholu może spowodować większe uszkodzenia niż popijanie tej samej dawki przez cały dzień (szczególnie uszkodzenia neuronów w móżdżku). W zależności od faz rozwoju:
- I trymestr ciąży, alkohol uszkadza mózg, prawidłowy rozwój i migrację komórek, może dojść do deformacji twarzy, uszkodzenia organów jak serce, wątroba, a nawet poronienia. Przez pierwsze dwa tygodnie od zapłodnienia, efektem działania czynnika teratogennego może być jedynie obumarcie zarodka. Okres od drugiego do dziesiątego tygodnia uważany jest za najbardziej niebezpieczny. Okres największej wrażliwości na uszkodzenia rozwoju serca ok. 3,5 – 6,5 tygodnia, ramion ok. 4-6 tyg., oczu ok. 4-8 tyg., nosa ok. 4-7 tyg., zębów ok. 7-8 tyg., podniebienia twarde i zew. narządy płciowe ok. 7-12 tyg., uszu ok. 5-12 tyg., OUN ok. 3-16 tyg.
- II trymestr ciąży, alkohol zagraża poronieniem, osłabia rozwój mózgu, uszkodzone mogą zostać komórki mięśni, skóry, gruczołów, kości.
- III trymestr ciąży, alkohol może prowadzić do opóźnienia przyrostu wagi, przedwczesnego porodu, negatywnie wpływa na rozwój zdolności poznawczych, koncentracji uwagi, myślenia przyczynowo-skutkowego.

## Wpływ alkoholu na rozwój mózgu
Potrzeba większej ilości alkoholu aby spowodować fizyczne deformacje, natomiast aby uszkodzić mózg wystarczy niewielka ilość alkoholu. Rozwija się on przez całą ciążę i jest bardzo wrażliwy na uszkodzenia. Najbardziej narażone obszary mózgu to:
- ciało modzelowate, odpowiadające za współpracę pomiędzy półkulami mózgu. Uszkodzenie powoduje, że informacje pomiędzy półkulami przepływają powoli i nieskutecznie. Niektóre dzieci z FAS mają całkowity zanik ciała modzelowatego. Dlatego postępują impulsywnie, nie uświadamiając sobie konsekwencji działania.
- móżdżek, odpowiada za funkcje motoryczne np. skoordynowanie ruchów
- jądra podstawne, odpowiadające za pamięć i procesy poznawcze,
- hipokamp, procesy uczenia się i pamięci,
- płaty czołowe, procesy wykonawcze, kontrola impulsów, osąd.

Niebezpieczeństwo możliwych uszkodzeń wywołane tzw. okazjonalnym piciem alkoholu (nawet w małych ilościach):
- śmierć komórek mózgowych, przyjście na świat z mniejszą liczbą komórek nerwowych i mniejszym mózgiem
- migracja komórek do niewłaściwych obszarów, komórki w trakcie tworzenia nie trafią tam, gdzie powinny podjąć działania, trafiając do obszarów, które nie są celem ich migracji.
- tworzenie się niewłaściwych połączeń między neuronami, co wpływa na odbiór świata przez dziecko (np. podwyższony próg bólu)

## Zaburzenia odruchów pierwotnych
U dzieci z syndromem alkoholowym można wykazać odruchy pierwotne, które powinny samoczynnie wygasnąć. Szczególnie narażone są na trudności z raczkowaniem, siadaniem, chodzeniem, percepcją, mówieniem, rozpoznawaniem mowy, nabywaniem umiejętności społecznych. Przetrwanie odruchów pierwotnych do 12 miesiąca życia świadczy o patologi i niedojrzałości OUN:
- Odruch Moro, od ok. 9 tygodnia życia płodowego, będący automatyczną reakcją na sytuację wywołującą lęk, powodujący nagłe pobudzenie, szybkie wdechy, uwolnienie adrenaliny i kortyzolu, przyspieszający bicie serca i wzrost ciśnienia krwi, powodujący czasami wybuch gniewu i płaczu, ułatwia pierwszy wdech po narodzeniu. Zastępowany odruchem Straussa (przestrachu, wzdrygnięcia). Niewygaśnięcie odruchu powoduje niekontrolowaną reakcję na hałas, światło, ruch, zmianę pozycji. Prowadzi to do zaburzeń rozwoju emocjonalnego i ograniczenia percepcji. Niektóre dzieci mają zbyt słabo wykształcony odruch MORO, mają problem z rozpoznaniem zagrożenia (jak gdyby niczego się nie bały), odczytaniem cudzych emocji.
- Odruch STOS, symetryczny toniczny odruch szyi, pomagający dziecku w przezwyciężeniu grawitacji poprzez podniesienie się na rękach i kolanach z leżenia na brzuchu. Wyprostowanie głowy powoduje wyprostowanie się górnej części ciała i zgięcie dolnej. Ugięcie głowy spowoduje ugięcie ramion i wyprostowanie nóg. Niewygaszenie STOS-u sprawia, że dzieci rzadko raczkują, poruszają się „niedźwiedzim chodem” na rękach i nogach, mogą poruszać się na pośladkach, podciągać do pozycji stojącej. Pojawia się tendencja do garbienia, trudność widzenia dwuocznego, koordynacji wzrokowo-ruchowej.
- Odruch ATOS, asymetryczny toniczny ruch szyi, pojawiający się od 18 tygodnia życia płodowego. Obrót głowy dziecka w bok powoduje wyprostowanie ręki i nogi, w stronę w którą zwrócona jest głowa i zgięcie kończyn po stronie przeciwnej. Odruch ten czyni poród bezpieczniejszym. Dzieci z FAS mają opóźniony rozwój tego odruchu. Jeśli nie zostanie wygaszony do 6 miesiąca życia, zakłóci prawidłowy rozwój. Pojawią się ruchy jednostronne (chód robota), zachwiania równowagi przy ruchach głową, pisanie nigdy nie będzie czynnością automatyczną, problemy z płynnym czytaniem, ruch oczu może ograniczać pole widzenia do linii środkowej. Wraz z odruchem MORO mogą być przyczyną śmierci łóżeczkowej niemowląt.
- Odruch toniczny błędnikowy, związany z ruchem głowy do przodu i do tyłu, w linii kręgosłupa. Pozwala na wyprostowanie się noworodkowi ze zgiętej pozycji płodowej. Przedłużone działanie ograniczy rozwój odruchów ustalenia głowy, zakłóci prace oczu i stabilność grawitacyjną ze względu na przerzucenie środka równowagi wywołanego ruchami głowy. Zakłóci ocenę dystansu, prędkości, głębokości, może powstrzymać przed raczkowaniem i pełzaniem.
- Odruch chwytny dłoni, pojawia się od 11 tygodnia życia płodowego. Charakteryzuje się zaciśnięciem palców przez noworodka w reakcji na dotyk. Niewygaszony powoduje hamowanie samodzielnych ruchów kciuka i palców, trudności z mówieniem, poruszaniem ustami, koordynacji motoryki małej.

## Zaburzenia przywiązania
Tworzenie prawidłowych więzi pomiędzy dorosłymi (rodzicami, opiekunami) a dzieckiem jest bardzo ważne dla ich rozwoju. Ekspozycja płodu na działanie alkoholu doprowadza do zaburzeń więzi. Dziecko w procesie interakcji z osobami dorosłymi rozwija wewnętrzne modele operacyjne. Jeśli osoba dorosła jest dla dziecka dostępna i wrażliwa na jego potrzeby, rozwinie ono model zawierający pozytywne przekonanie o osobie dorosłej. Natomiast brak wrażliwości i pomocy ze strony dorosłego rozwinie model zawierający negatywne przekonanie w stosunku do ludzi i negatywny obraz samego siebie. Dzieci objęte opieką instytucjonalną są narażone na zespół wad zwanych reaktywnymi zaburzeniami przywiązania (attachment disorder of childhood, reactive). Objawiają się one w postaci strachliwości, słabych kontaktach z rówieśnikami, agresji w stosunku do siebie i innych, wyniszczeniem, a w niektórych przypadkach zaburzeniem wzrostu. Z opieką instytucjonalną wiążą się zaburzenia selektywności i przywiązania w dzieciństwie, diagnozowane u dzieci którym we wczesnym dzieciństwie zmienił się opiekun. Zaburzenie powstaje w okresie pierwszych pięciu lat życia i utrzymuje się nawet wtedy gdy dziecko zostanie otoczone stabilną opieką. Małgorzata Klecka, ekspert ds. FAS przy PARPA wyróżnia 5 typów zaburzeń przywiązania u dzieci z FAS:
- nieprzywiązany – wszystkie  osoby w otoczeniu dziecka są traktowane w jednakowy sposób. Nie reaguje ono emocjonalnie na rozłąkę z opiekunem, nawet w sytuacji zagrożenia.
- nieróżnicujący – dziecko potrafi odejść od opiekuna i do niego nie wrócić (brak „bezpiecznej bazy”), szukać pocieszenia u nieznanych osób, wywoływać niebezpieczne sytuacje.
- zahamowany – dziecko unika kontaktów z innymi osobami niż opiekun. Jest niechętne do zbliżania się i dotyku w nieznanych sobie sytuacjach. Ma ograniczoną możliwość wyrażania emocji.
- agresywny – preferowany jest jeden z rodziców, bliskie kontakty przerywane są wybuchami złości w większym i częstszym nasileniu niż u rówieśników, przejawia lęk.
- odwrócone role – dziecko jest nadmiernie wymagające, troskliwe lub kontrolujące w stosunku do opiekuna. Przejawia nadmierne zainteresowanie psychicznym samopoczuciem rodzica.

## Funkcjonowanie z chorobą
W okresie niemowlęcym dzieci, których matki spożywały alkohol regularnie, mogą przechodzić zespół abstynencyjny, miewać drgawki, zaburzenia snu, być nadwrażliwymi na światło i dźwięk. Większość z nich ma za słabe lub za duże napięcie mięśniowe, mają kłopoty ze ssaniem i spożywaniem pokarmów, bywają rozdrażnione i płaczliwe. Dzieci w wieku przedszkolnym (3-6 lat) są najczęściej nastawione przyjacielsko, są rozmowne, chętnie wchodzące w kontakt z innymi ludźmi. Nie odróżniają przyjaciela od wroga, nie potrafią przewidzieć zagrożenia, zdolności werbalne są na większym poziomie niż umysłowe. Funkcje poznawcze i motoryczne są na niższym poziomie niż u zdrowych rówieśników.
Szkoła stanowi wyzwanie dla dziecka (może stanowić wsparcie jeśli choroba jest zdiagnozowana), pojawiają się trudności z dopasowaniem do grupy, przyswajaniem materiału, przestrzeganiem reguł. Rodzice nieznający diagnozy, interpretują zachowania dziecka jako niewłaściwe, przypisują mu lenistwo i nieposłuszeństwo, a siebie obwiniają o błędy wychowawcze i pobłażliwość, co może prowadzić do uczucia porażki i wypalenia. W szkole pojawia się zbyt duża ilość bodźców, którymi dzieci są przytłoczone. Dzieci z FAS chętniej bawią się z dziećmi młodszymi od nich o 2-3 lata. Aby praca z osobami z zespołem alkoholowym przynosiła efekty, ogranicza się nadmierną stymulację bodźców zaburzających koncentrację (np. zbędne dekoracje sali, tablice informacyjne) oraz nadmierną ilość bodźców sensorycznych (np. poprzez unikanie tłoku, noszenie luźnych ubrań). Zastępuje się je stymulacją wielozmysłową, opartą na różnorodności doznań. Aby dzieci mogły funkcjonować wymagają stałości otoczenia, uczucia pewności i bezpieczeństwa. Rozwój wewnętrznej motywacji decyduje o efektach pracy i ich trwałości. Często wykorzystuje się elementy różnych metod stosowanych do pracy z dziećmi z nadpobudliwością, autyzmem jak np. metoda Affolter, Bobatha, Domana, dobrego startu, Integracji Sensorycznej, Knillów, Peto, metody relaksacyjne, metoda Ruchu Rozwijającego W. Sherbome, wideotreningu komunikacji-VIT.
U nastolatków (13–18 lat) mogą zaniknąć anomalie twarzy. Łatwo popadają w uzależnienia. Wiek rozwojowy cofnięty jest ok. 6 lat. U młodzieży i osób dorosłych nadal utrzymuje się niski wzrost i mała objętość głowy. Rozwój umysłowy 21-latka może odpowiadać rozwojowi 12-latka. Wiele kłopotów wśród dorosłych wiąże się z nadużywaniem alkoholu i zażywaniem narkotyków. Dorośli z FAS mogą nie być zdolni do posługiwania się pieniędzmi lub opieki nad dzieckiem. Występowanie cech fizycznych FAS-u koreluje z obniżonym IQ (średni IQ ok. 63). Badania przeprowadzone przez prof. Ann Streissguth na grupie 473 dzieci z FAS, których poddano testom Wechslera (WISC-R), pokazują dużą rozpiętość wyników IQ, od 20 do 120. Dzieci z mniejszym ilorazem inteligencji lepiej radzą sobie niż te z ponadprzeciętnym IQ. Może to wynikać z zaburzeń w których u dzieci z wyższym ilorazem, od których wymaga się więcej niż mogą dać. Badanie Teresy Jadczak–Szumiło, ekspertki od spraw terapii przy PARPA, będące studium przypadku dwojga dzieci z fizycznymi oznakami FAS, potwierdzają wysokie zróżnicowanie wyników IQ. W teście WISC-R dziewczynka otrzymała wynik IQ63 a chłopiec IQ113. Chłopiec pomimo wysokiego IQ miał kłopoty ze zrozumieniem metafor, dowcipów, meta-kontekstu języka, zabarwienia emocjonalnego. Upośledzenie umysłowe nie jest cechą charakterystyczną dzieci z FASD.

## Socjologia występowania FAS
Badanie przeprowadzone w Instytucie Matki i Dziecka w Warszawie pod kierownictwem prof. Krzysztofa Niemca, polegające na przebadaniu próbek moczu kobiet w ciąży, które deklarowały abstynencję, na obecność wskaźników rozpadu alkoholu (beta-heksozoaminidazy oraz y-glutamylotranspeptydazy) wykazało, że co trzecia kobieta piła alkohol, wiedząc o ciąży. Badanie sondażowe z 2005 r. wykonane w Sopockiej Pracowni Badań Społecznych na zlecenie PARPA, na reprezentacyjnej grupie 1038 kobiet w wieku prokreacyjnym 18-40 lat, wykazało, że co trzecia piła alkohol w czasie ciąży. Najczęściej piły kobiety z wykształceniem średnim, najrzadziej z podstawowym. Najwięcej piły kobiety z małych i średnich miast, najmniej w dużych miastach i na wsi. Kobiety wierzące i praktykujące w znacznie mniejszym stopniu (12%) spożywały alkohol  w trakcie ciąży niż kobiety niewierzące lub wierzące i niepraktykujące (31%). Pracownia IBSOS na zlecenie fundacji "Rodzić po Ludzku" w 2005 r. przeprowadziła badanie sondażowe na grupie reprezentatywnej 1000 Polaków w wieku 15 lat i więcej. Jedna trzecia kobiet (33,5%) które urodziły jedno lub więcej dzieci przyznało się do spożywania niewielkich ilości alkoholu w trakcie ciąży. Choć 83% badanych słyszało, że nawet najmniejsza ilość alkoholu może być niebezpieczna, to jedna trzecia (31,7%) twierdzi, że niewielka ilość alkoholu może mieć pozytywne działanie dla matki i dziecka. Z ekspertyzy sporządzonej na podstawie ogólnopolskich badań ankietowych z 2009 r. wynika, że 29% kobiet spożywających alkohol w ciągu ostatniego roku, było w ciąży. Na podstawie badań spożycia alkoholu przez kobiety, szacuje się, że w Polsce co roku rodzi się ok. 900 dzieci z pełnoobjawowym FAS. Dziesięć razy więcej ma inne zaburzenia opisywane jako FASD. PARPA szacuje, że ok. 1% noworodków doświadcza negatywnych konsekwencji związanych z ekspozycją płodu na alkohol. Na świecie częstotliwość występowania FAS szacuje się na 3-9 na 1000 żywych urodzeń. We Francji wskaźnik ten wynosi 4,8 na 1000, w USA 3 na 1000, RPA 40 na 1000 żywych urodzeń. Wśród niektórych autochtonicznych kanadyjskich społeczności od 25 do 200 przypadków FAS/FASD na 1000.

## Zobacz też